# Bromelia charlesii
Bromelia charlesii là một loài thực vật có hoa trong họ Bromeliaceae. Loài này được P.J.Braun, Esteves & Scharf mô tả khoa học đầu tiên năm 2009.